# Diduga
Diduga is een geslacht van vlinders van de familie spinneruilen (Erebidae), uit de onderfamilie Arctiinae.

## Soorten
- D. albicosta Hampson, 1891
- D. albida Hampson, 1914
- D. annulata Hampson, 1900
- D. costata Moore, 1887
- D. excisa Hampson, 1918
- D. flavicostata Snellen, 1879
- D. fumipennis Hampson, 1891
- D. haematomiformis van Eecke, 1920
- D. metaleuca Hampson, 1918
- D. pectinifer Hampson, 1900
- D. plumosa Hampson, 1911
- D. rufidiscalis Hampson, 1897
- D. trichophora Hampson, 1900